# Championnat du Luxembourg de football 1939-1940
Navigation
Saison précédente Saison suivante
La saison 1939-1940 du Championnat du Luxembourg de football était la 30e édition du championnat de première division au Luxembourg. Dix clubs sont regroupés au sein d'une poule unique où ils se rencontrent deux fois, à domicile et à l'extérieur. En fin de saison, les 2 premiers de Promotion d'Honneur (la deuxième division luxembourgeoise) sont promus tandis que les 2 derniers du classement sont relégués.
C'est le Stade Dudelange, tenant du titre, qui remporte à nouveau le championnat après avoir terminé -invaincu- en tête du classement final, avec 7 points d'avance sur l'autre club de la ville, l'US Dudelange et 9 sur le Progrès Niedercorn. Il s'agit du 2e titre de champion du Luxembourg de l'histoire du club. La ville de Dudelange domine encore une fois la saison footballistique luxembourgeoise puisque les deux formations se retrouvent en finale de la Coupe du Luxembourg, où l'US conserve le trophée face au Stade, qui manque donc le doublé pour la deuxième année consécutive.
À cause de la Seconde Guerre mondiale, le championnat est interrompu et ne reprendra que lors de la saison 1944-1945.

## Les 10 clubs participants
| - CA Spora Luxembourg - Jeunesse d'Esch - Chiers Rodange - AS Differdange - Promu de Promotion d'Honneur - Progrès Niedercorn | - The National Schifflange - Stade Dudelange - Union Luxembourg - US Dudelange - Red Boys Differdange - Promu de Promotion d'Honneur |

## Compétition

### Classement
Le barème utilisé pour établir le classement est le suivant :
- Victoire : 2 points
- Match nul : 1 point
- Défaite, forfait ou abandon : 0 point

| Rang | Équipe                   | Pts | J  | G  | N | P  | Bp | Bc  | Diff |  | Résultats (▼ dom., ► ext.) | StD | USD  | Nie | Sch | Spo | Uni | RBD | Rod | Jeu | ASD  |
| ---- | ------------------------ | --- | -- | -- | - | -- | -- | --- | ---- |  | -------------------------- | --- | ---- | --- | --- | --- | --- | --- | --- | --- | ---- |
| 1    | Stade Dudelange (T)      | 31  | 18 | 13 | 5 | 0  | 68 | 21  | +47  |  | Stade Dudelange (T)        |     | 2-0  | 1-1 | 6-2 | 3-2 | 0-0 | 3-1 | 6-1 | 1-0 | 11-1 |
| 2    | US Dudelange (C)         | 24  | 18 | 11 | 2 | 5  | 79 | 34  | +45  |  | US Dudelange (C)           | 3-3 |      | 4-0 | 1-2 | 6-0 | 4-2 | 8-1 | 5-0 | 2-0 | 8-0  |
| 3    | Progrès Niedercorn       | 22  | 18 | 9  | 4 | 5  | 49 | 34  | +15  |  | Progrès Niedercorn         | 2-2 | 3-3  |     | 5-0 | 1-0 | 5-0 | 1-1 | 2-1 | 3-0 | 4-2  |
| 4    | National Schifflange     | 19  | 18 | 8  | 3 | 7  | 41 | 45  | -4   |  | National Schifflange       | 0-5 | 5-2  | 3-0 |     | 1-1 | 2-3 | 4-2 | 1-2 | 4-2 | 4-3  |
| 5    | CA Spora Luxembourg      | 18  | 18 | 8  | 2 | 8  | 36 | 37  | -1   |  | CA Spora Luxembourg        | 0-1 | 4-1  | 5-2 | 0-0 |     | 3-2 | 3-2 | 3-1 | 2-3 | 6-1  |
| 6    | Union Luxembourg         | 17  | 18 | 8  | 1 | 9  | 49 | 43  | +6   |  | Union Luxembourg           | 1-3 | 4-1  | 2-1 | 4-1 | 1-3 |     | 4-1 | 1-2 | 5-1 | 10-2 |
| 7    | Red Boys Differdange (P) | 16  | 18 | 7  | 2 | 9  | 48 | 51  | -3   |  | Red Boys Differdange (P)   | 2-3 | 2-7  | 2-4 | 5-2 | 6-1 | 7-1 |     | 4-2 | 3-2 | 1-1  |
| 8    | Chiers Rodange           | 14  | 18 | 6  | 2 | 10 | 36 | 54  | -18  |  | Chiers Rodange             | 4-4 | 5-10 | 0-3 | 2-2 | 1-2 | 3-1 | 2-1 |     | 2-4 | 7-2  |
| 9    | Jeunesse d'Esch          | 12  | 18 | 6  | 0 | 12 | 30 | 51  | -21  |  | Jeunesse d'Esch            | 0-6 | 1-5  | 4-3 | 0-1 | 2-1 | 4-1 | 0-3 | 2-4 |     | 2-5  |
| 10   | AS Differdange (P)       | 7   | 18 | 3  | 1 | 14 | 34 | 100 | -66  |  | AS Differdange (P)         | 1-8 | 3-9  | 4-9 | 2-7 | 3-0 | 0-7 | 3-4 | 1-0 | 0-3 |      |

## Bilan de la saison
| Championnat du Luxembourg de football 1939-1940 |                                        |
| Champion                                        | Stade Dudelange (2e titre)             |
| Coupes et trophées                              |                                        |
| Vainqueur de la Coupe du Luxembourg 1939-1940   | US Dudelange                           |
| Promotions et relégations                       |                                        |
| Promus en Division d'Honneur                    | Aucun (interruption de la compétition) |
| Relégués en Promotion d'Honneur                 | Jeunesse d'Esch                        |
| Relégués en Promotion d'Honneur                 | AS Differdange                         |